# Matière grise
Matière grise è un film del 2011 diretto da Kivu Ruhorahoza.

## Trama
A Kigali, il giovane filmmaker Balthazar cerca soldi per produrre la sua opera d'esordio, ma il governo rifiuta di finanziarla perché parla delle conseguenze del genocidio del Ruanda, proponendo invece al ragazzo di scrivere un altro film, di sensibilizzazione, sul problema dell'Aids e della violenza sulle donne. Ma Balthazar avvia comunque le riprese del suo film Il ciclo dello scarafaggio, in cui racconta due storie diverse.
La prima ha per protagonista un ragazzo, impazzito e rinchiuso in manicomio dopo essere stato costretto a diventare un assassino durante la guerra civile del 1994.
La seconda storia, invece, è focalizzata su due fratelli, Justine e Yvan, in continua lotta con il terribile ricordo delle immagini dei corpi dei genitori arsi vivi nel cortile di casa.

## Riconoscimenti
Dopo aver ottenuto nel corso del 2011 importanti riconoscimenti nei Festival di Tribeca (Menzione Speciale della Giuria) e Varsavia (Menzione Speciale della Giuria e premio Miglior Attore), il film è stato candidato a Miglior Film Africano al 22º Festival del cinema africano, d'Asia e America Latina di Milano 2012.

## Critica
«Matière grise è un percorso concettuale, intriso della visuale personale del regista; un'osservazione intima sull'infinito ciclo di violenza, sul sangue, sulla guerra, sulla disperazione; una denuncia, che affronta i traumi del genocidio, da parte di chi è sopravvissuto». (Non solo Cinema)